# Bobby Cannavale
Robert Michael Cannavale (n. 3 mai 1970) este un actor american cu origini cubaneze și italiene care a jucat în numeroase roluri, atât în filme, cât și în televiziune.

## Legături externe
- Bobby Cannavale la Internet Movie Database